# Hans Holbein der Ältere

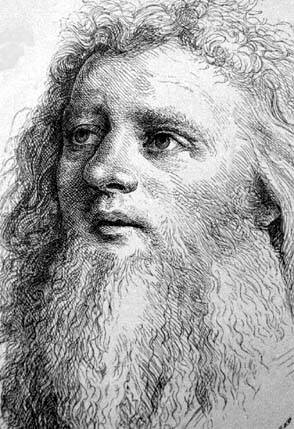
Hans Holbein der Ältere, Selbstporträt

Hans Holbein der Ältere (* um 1465 in Augsburg; † um 1524 in Basel oder Isenheim) war ein deutscher Maler der Renaissance. Er war der Senior einer berühmten Malerfamilie, zu der auch sein Bruder Sigmund sowie seine Söhne Ambrosius und Hans Holbein der Jüngere gehörten.

## Leben

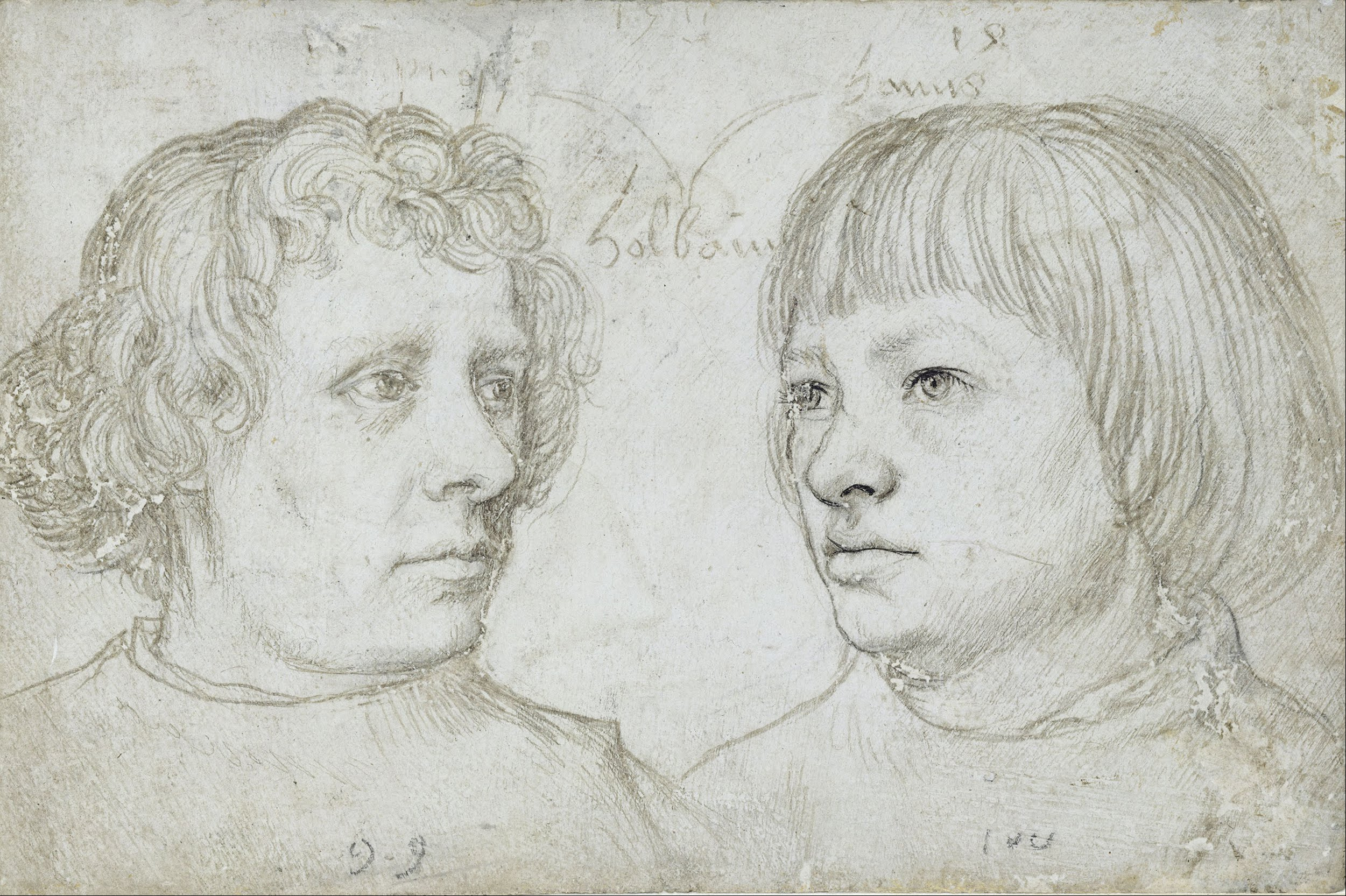
Hans Holbein der Ältere:
Hans und Ambrosius Holbein, seine beiden Söhne, 1511,
Kupferstichkabinett Berlin

Hans Holbeins Geburtsdatum wird um 1460/70 vermutet. Er war Sohn des seit 1464 in Augsburg nachgewiesenen Gerbers Michael Holbein und der Anna Mair. Über seine Jugend und seine Ausbildung ist sonst nahezu nichts bekannt. Er erlernte das Malerhandwerk in Augsburg und am Oberrhein, wanderte nach Köln, möglicherweise auch in die Niederlande. Um 1493 ließ er sich in Augsburg nieder; dort behielt er seinen Hauptwohnsitz bis 1514/17 (Urkunden von 1493 bzw. 1499 erwähnen ihn allerdings als Ulmer Bürger). Aufträge führten ihn nach Ulm, Frankfurt am Main und in das Elsass. 1517 verließ er Augsburg wegen seiner zerrütteten Vermögensverhältnisse (sein Bruder Sigmund ließ ihn mehrfach pfänden) und ließ sich in Isenheim im Elsass nieder. 1524 ist er vermutlich dort gestorben.
Von Kaiser Maximilian soll er einen Freiheitsbrief erhalten haben, was die Tatsache erklären könnte, dass seit 1514 keine Steuerzahlungen von ihm erfolgten. Vermutlich stammt aus dieser Zeit das Wappen mit Ochsenkopf der Familie Holbein.

## Werk

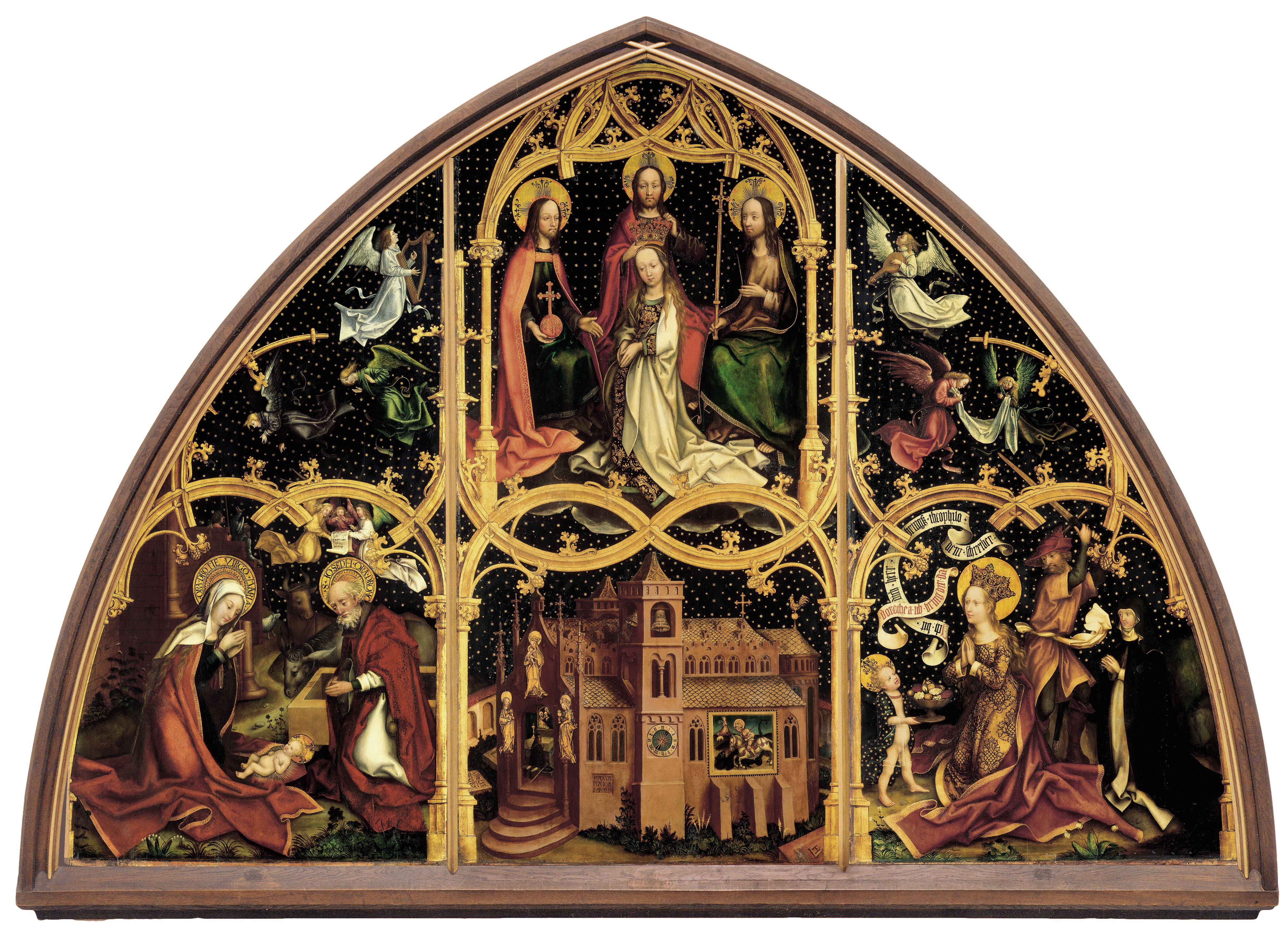
Basilika Santa Maria Maggiore (1499)

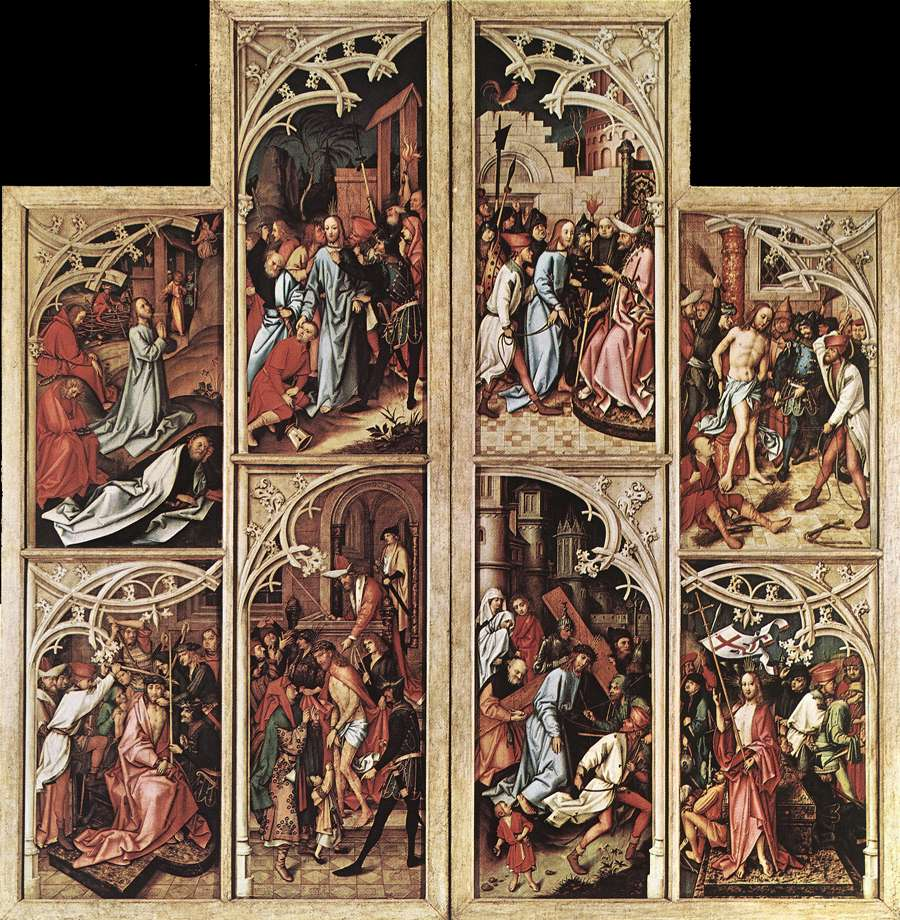
Hochaltar des Klosters Kaisheim (1502–1504)

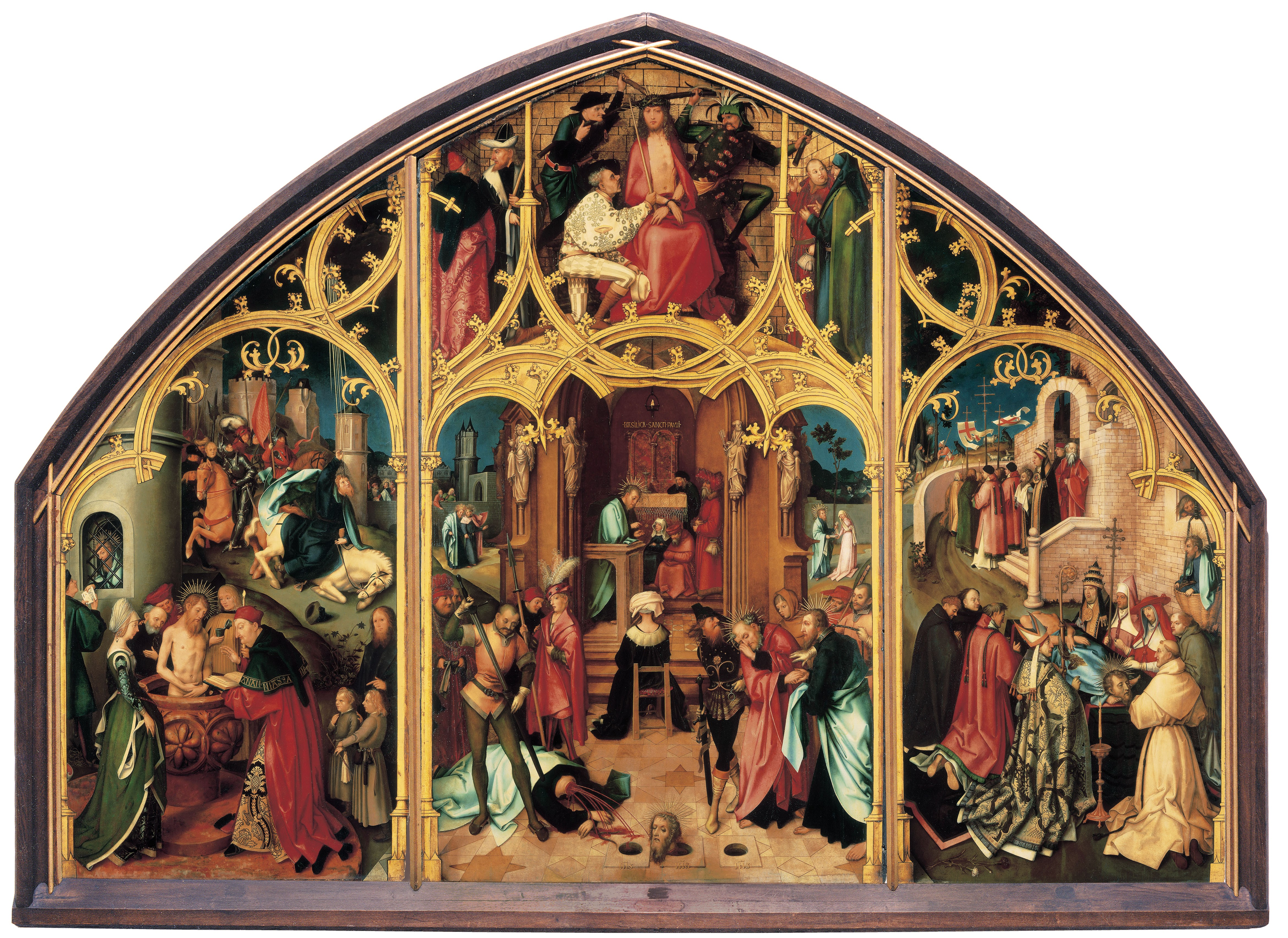
Basilika San Paolo fuori le mura, Augsburg (1504)

Hans Holbein d. Ä. stand am Ausgang der Spätgotik, sein Werk markiert den Übergang zur Renaissance-Malerei in Deutschland. Seine Ausbildung am Oberrhein spiegelt den Einfluss Martin Schongauers (vielleicht nur über dessen Stiche), aus der Kenntnis der Werke von Rogier van der Weyden schloss man auf einen Aufenthalt in den Niederlanden. Ob Holbein die Kunst Matthias Grünewalds bereits um 1500 in Frankfurt am Main kennengelernt hat (oder erst im Elsass), ist ungeklärt.
Sein Werk umfasst Altar- und Andachtsbilder, Porträtdarstellungen und Glasgemälde. Die erhaltenen Skizzenbücher weisen ihn als hervorragenden Zeichner aus.
Aus seiner ersten Schaffensperiode von etwa 1490 bis 1497 stammen der Weingartner Altar (1493 – jetzt im Augsburger Dom), der St. Afra-Altar und die Graue Passion (1494–1500). In Ulm arbeitete er 1493 mit dem Bildhauer Michael Erhart zusammen und übte so einen gewissen Einfluss auf die Ulmer Schule aus.
Am Beginn einer zweiten Phase seines Wirkens (bis etwa 1509) steht das Gemälde Basilika Santa Maria Maggiore (1499), erstes Bild des Basilikazyklus für die Augsburger Dominikanerinnen. Es folgten der Frankfurter Dominikaneraltar (um 1500 – gemeinsam mit seinem Bruder Sigmund und mit Leonhard Beck), die Altarflügel aus dem Kloster Kaisheim und die Basilika San Paolo fuori le mura (1504 – Holbeins zweites Bild für den Augsburger Basilikazyklus). Diese Periode ist gekennzeichnet durch dramatische, mit klarer, leuchtender Farbwirkung verbundene Lebendigkeit und Prägnanz des Ausdrucks. Dies wird besonders in dem Porträt des Ulrich Schwarz und seiner Familie (um 1503) deutlich.
In den letzten Abschnitt seines Schaffens gehören die Altarflügel aus Sainte-Odile in Hohenburg im Elsass. Sie sind geprägt vom Einfluss der italienischen Renaissance: Holbein arbeitete hier mit lombardischer Weite und mit Ranken und Putten. Weiterhin sind hierzu der Sebastiansaltar von 1516 (der lange Zeit in wichtigen Teilen dem Sohn Hans Holbein d. J. zugeschrieben wurde) und der Lebensbrunnen (1519, in Lissabon) zu nennen. Dies ist das letzte uns bekannte Bild Holbeins und eines der bedeutendsten Madonnenbilder der altdeutschen Malerei.

## Werke (Auswahl)

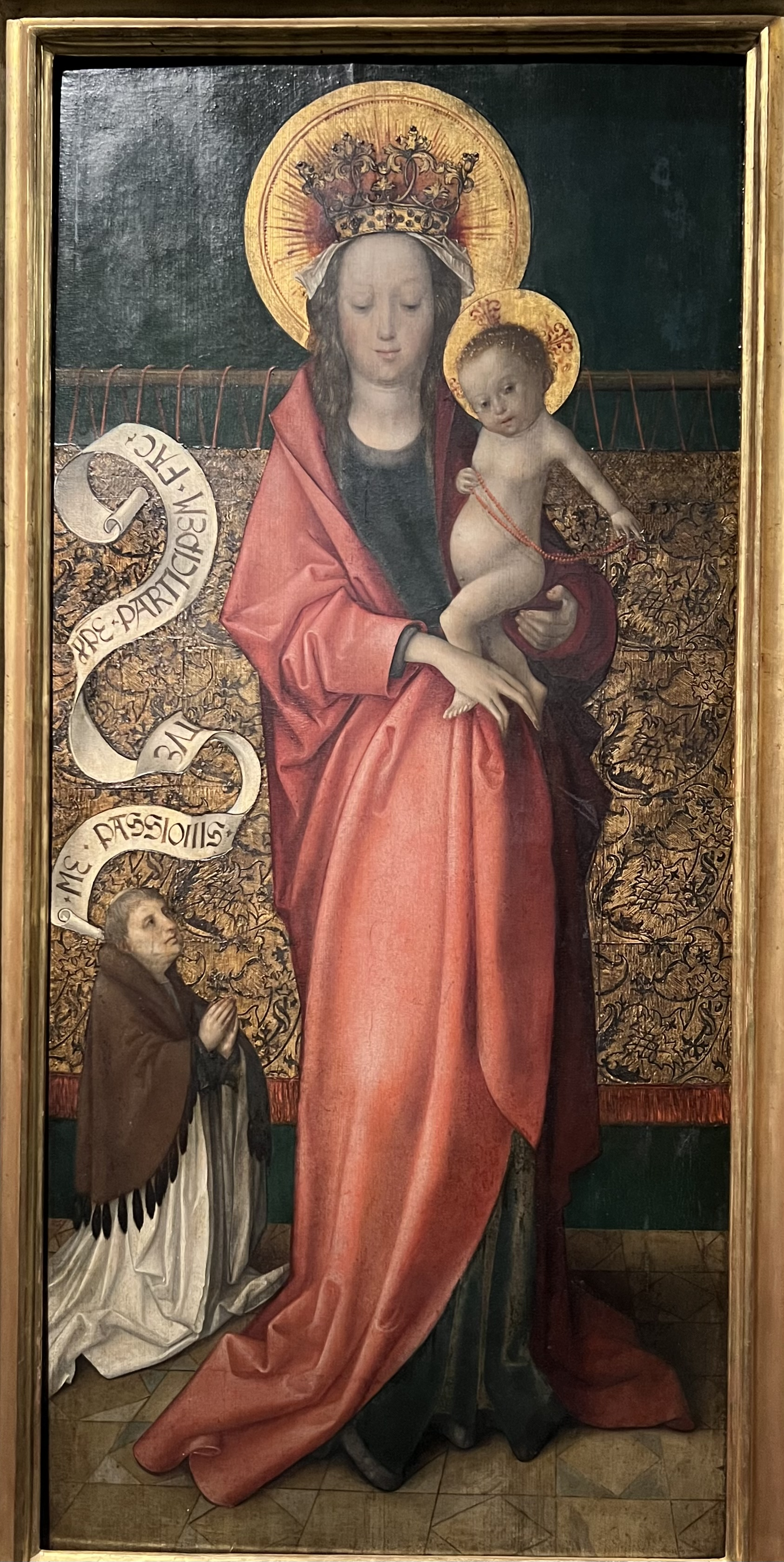
Maria mit dem Kind und einem Stifter (um 1493/94)

- Maria mit dem Kind und einem Stifter (um 1493/94)Lindauer Passion (umstritten), Lindau (Bodensee), Peterskirche (1480)
- Weingartener Altar, Augsburg, Hohe Domkirche Mariä Heimsuchung (1493)
- Graue Passion, Staatsgalerie Stuttgart (zwischen 1494 und 1500)
- Maria mit dem Kind und einem Augustiner-Chorherren als Stifter, Staatsgalerie Stuttgart (um 1493/94)
- Basilika Santa Maria Maggiore, Augsburg, Staatsgalerie Altdeutsche Meister (1499)
- Epitaph der Schwestern Vetter, Augsburg, Staatsgalerie Altdeutsche Meister (1499)
- Altar der Dominikanerkirche in Frankfurt am Main (1500–1501)
  - Darstellung Christi im Tempel, Hamburg, Kunsthalle
- Epitaph der Schwestern Walter, Augsburg, Staatsgalerie Altdeutsche Meister (1502)
- Entwürfe zu Kirchenfenstern: Dom zu Eichstätt (1502), siehe Schutzmantelmadonna (Mortuarium Eichstätt); St. Ulrich in Augsburg und St. Jakob in Straubing
- Hochaltar des Zisterzienserklosters von Kaisheim (1502–1504)
- Basilika San Paolo fuori le mura, Augsburg, Staatsgalerie Altdeutsche Meister (1504)
- Sebastiansaltar, München, Alte Pinakothek (1516)
- Christus und Maria auf Golgatha, Niedersächsisches Landesmuseum Hannover (um 1504/1505)

Sein Werk Heilige Katharina gilt seit seinem Diebstahl aus dem Museum von Schloss Friedenstein beim Kunstdiebstahl von Gotha im Jahr 1979 als verschollen. Am 6. Dezember 2019 wurde vermeldet, dass das Gemälde möglicherweise wieder aufgetaucht sei und sich seit September 2019 in der Obhut der Staatlichen Museen zu Berlin befinde, wo es durch das Rathgen-Forschungslabor einer Echtheitsprüfung unterzogen werde.

## Würdigung

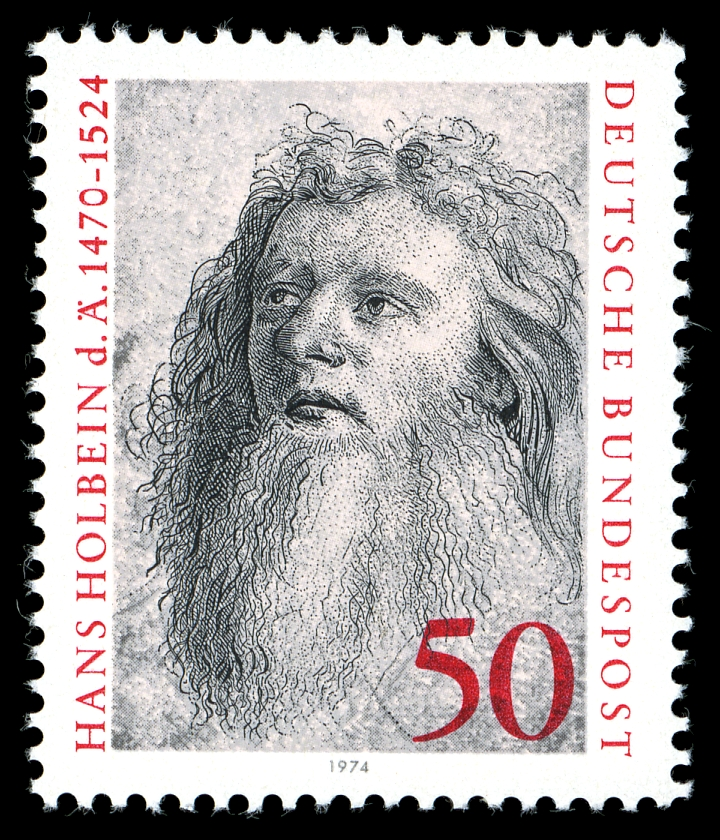
Briefmarke 1974

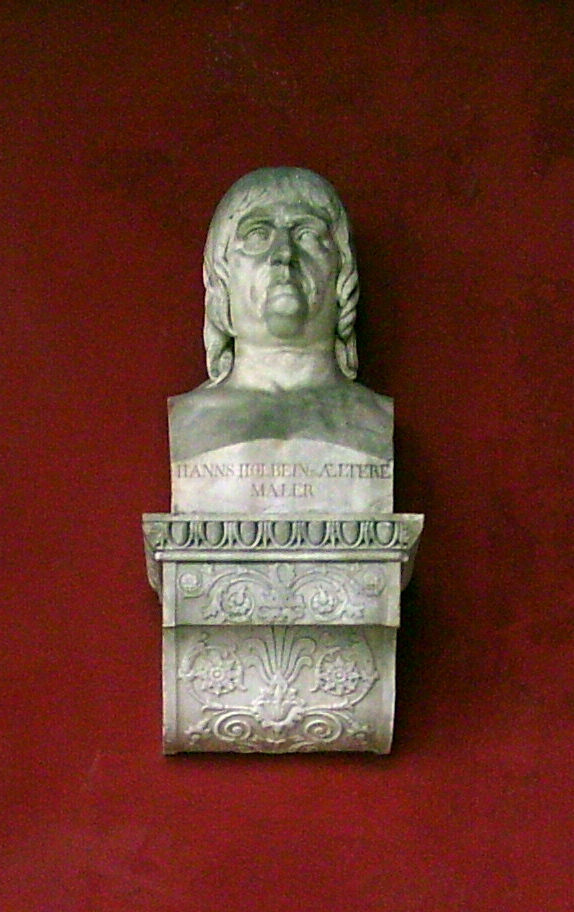
Büste Holbeins, Ruhmeshalle in München

Holbein trieb die Neuerungen der Renaissance weniger voran als der nur wenig jüngere Albrecht Dürer, eher begleitete er sie beobachtend. Zu Lebzeiten war er weit gerühmt, blieb aber bald nur dem Publikum seiner Heimat in Erinnerung. Von größter Bedeutung war er für die Entwicklung seines berühmten Sohnes Hans Holbein d. J.; dessen frühes Bildnis des Basler Bürgermeisters Meyer von 1516 ist wirklich eine Folge aus dem Wiener Männerbildnis des Vaters von 1513 (so Wilhelm Pinder).
1974 wurde zum Gedenken an den 450. Todestag eine Briefmarke durch die Deutsche Bundespost ausgegeben.
Nach Holbein und seinem Sohn sind Straßen und Plätze in mehreren Städten benannt, darunter der Holbeinplatz in Basel, die Holbeinstraße am Frankfurter Städel und der Holbeinsteg, eine Mainbrücke. Er ist außerdem Namensgeber mehrerer Schulen, darunter des Holbein-Gymnasiums in Augsburg.
Eine Büste Holbeins steht in der Ruhmeshalle in München.